# Dolichoderus heeri
Dolichoderus heeri izumrla je vrsta mrava koji pripada rodu Dolichoderus. Pripadnici ove vrste živjeli su u miocenu prije 12,7 – 11,608 milijun godina. Vrstu su opisali Dlussky and Putyatina 2014. godine. Jedini fosili ove vrste pronađeni su u Radoboju, općini u Krapinsko-zagorskoj županiji.

## Vanjske poveznice
- †Dolichoderus heeri Dlussky and Putyatina 2014 (ant)  Arhivirana inačica izvorne stranice od 17. veljače 2021. (Wayback Machine), Fossilworks